# Independent Subway System

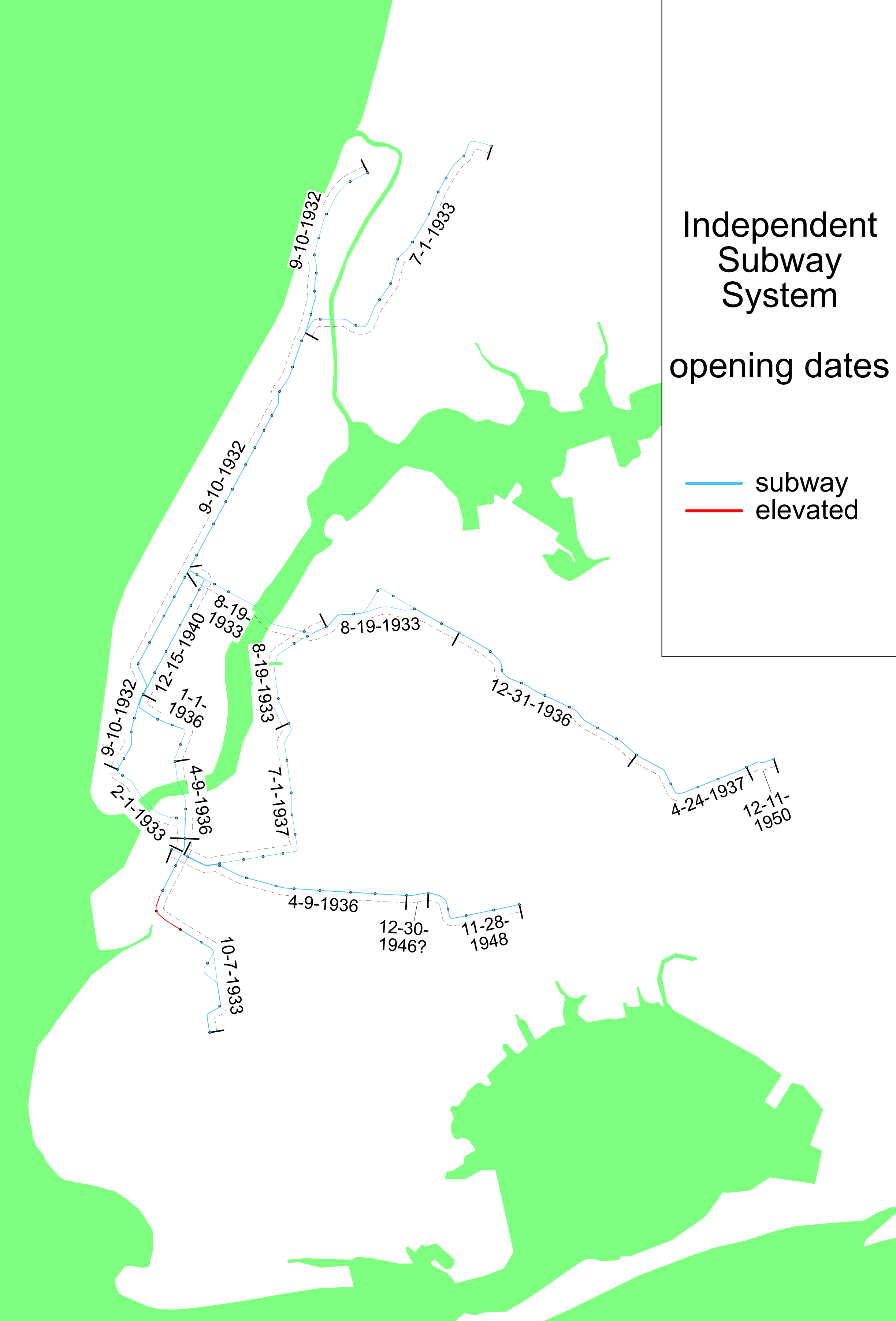
Las secciones del IND y las fechas en las que fueron abiertas.

El Sistema Independiente del Metro  (en inglés: Metro Independent Subway System IND o ISS), anteriormente conocida como Independent City–Owned Subway System (ICOS) o el Independent City–Owned Rapid Transit Railroad, fue un sistema de Metro en la ciudad de Nueva York que ahora forma parte del Metro de la ciudad de Nueva York. Al principio fue construida como la "Línea de la Octava Avenida" en Manhattan en 1932.
Una de las tres líneas que se convirtió como parte del moderno Metro de la ciudad de Nueva York, la IND había sido prevista que fuese operada por parte del gobierno municipal, también estaba prevista a que pasase a manos del gobierno local, y propiedad del gobierno municipal, en contraste con la que estaba siendo operada como privada o fundada con las compañías Interborough Rapid Transit Company (IRT) y Brooklyn–Manhattan Transit Corporation (BMT). En 1940 la ISS se fusionó con estas dos líneas.
Los servicios originales de las líneas de la IND son los modernos servicios de las líneas A hasta la G. Además, la línea R BMT ahora funciona parcialmente en las vías de la IND, y las líneas Rockaway Park Shuttle y V completan las líneas A y F, respectivamente. Para propósitos de operación, las líneas IND y BMT las líneas se refieren conjuntamente a la División B.

## Servicios
Los servicios antes de que se construyera la conexión la calle Chrystie son mostrados aquí; para más detalles, vea los artículos individuales.
|    | Línea                       | Rutas                                                                                            | Notas                                                |
| -- | --------------------------- | ------------------------------------------------------------------------------------------------ | ---------------------------------------------------- |
| A  | Washington Heights Express  | Calle 207a - Lefferts Boulevard o Rockaway Park o Far Rockaway (vía Octava Avenida).             | Aún existe.                                          |
| AA | Washington Heights Local    | Calle 168a - Hudson Terminal (vía la Octava Avenida).                                            | Se convirtió en la línea K (ya no opera).            |
| BB | Washington Heights Local    | Calle 168a - Calle 34a (vía la Sexta Avenida) (ahora continúa hasta la estación Brighton Beach). | Se convirtió en la línea B.                          |
| C  | Bronx Concourse Express     | Calle 205a - Hoyt–Calle Schermerhorn (vía la Octava Avenida).                                    | Ya no opera.                                         |
| CC | Bronx Concourse Local       | Calle 205a - Hudson Terminal (vía la Octava Avenida).                                            | Se convirtió en la línea C.                          |
| D  | Bronx Concourse Express     | Calle 205a - Coney Island (vía la Sexta Avenida).                                                | Aún existe.                                          |
| E  | Queens–Manhattan Express    | Calle 179a - Rockaway Park o Far Rockaway (vía la Octava Avenida y la Calle Houston).            | Aún existe.                                          |
| F  | Queens–Manhattan Express    | Calle 179a - Hudson Terminal o Second Avenue (vía la Sexta Avenida).                             | Aún existe.                                          |
| GG | Queens Brooklyn Local       | Forest Hills - Calle Smith–9.ª calle (vía la línea Crosstown).                                   | Se convirtió en la línea G.                          |
| HH | Schermerhorn Street Shuttle | Calle Court - Hoyt - Calle Schermerhorn.                                                         | Ya no opera.                                         |
| HH | Rockaway Local              | Avenida Euclid - Rockaway Park o Far Rockaway.                                                   | Se convirtió en la línea H, después como la línea S. |